# Мойынты
Мойынты́ (каз. Мойынты) — посёлок в Шетском районе Карагандинской области Казахстана. Административный центр Мойынтынской поселковой администрации. Код КАТО — 356471100.

## География
Расположен в бассейне одноимённой реки.
Узел железнодорожных линий на Караганду, Балхаш и реку Чу. Расположен в 361 км к югу от Караганды.

## Население
| 1939  | 1959  | 1970  | 1979  | 1989  | 1999  | 2009  |
| ----- | ----- | ----- | ----- | ----- | ----- | ----- |
| 1519  | ↗5219 | ↗6065 | ↘3750 | ↘2423 | ↗2636 | ↘2235 |
| 2021  |       |       |       |       |       |       |
| ↘1860 |       |       |       |       |       |       |

В 1999 году население посёлка составляло 2636 человек (1305 мужчин и 1331 женщина). По данным переписи 2009 года, в посёлке проживало 2235 человек (1145 мужчин и 1090 женщин).

## Достопримечательности
В 45 километрах находится мавзолейный комплекс бронзового века Беласар.